# Taifun Nina

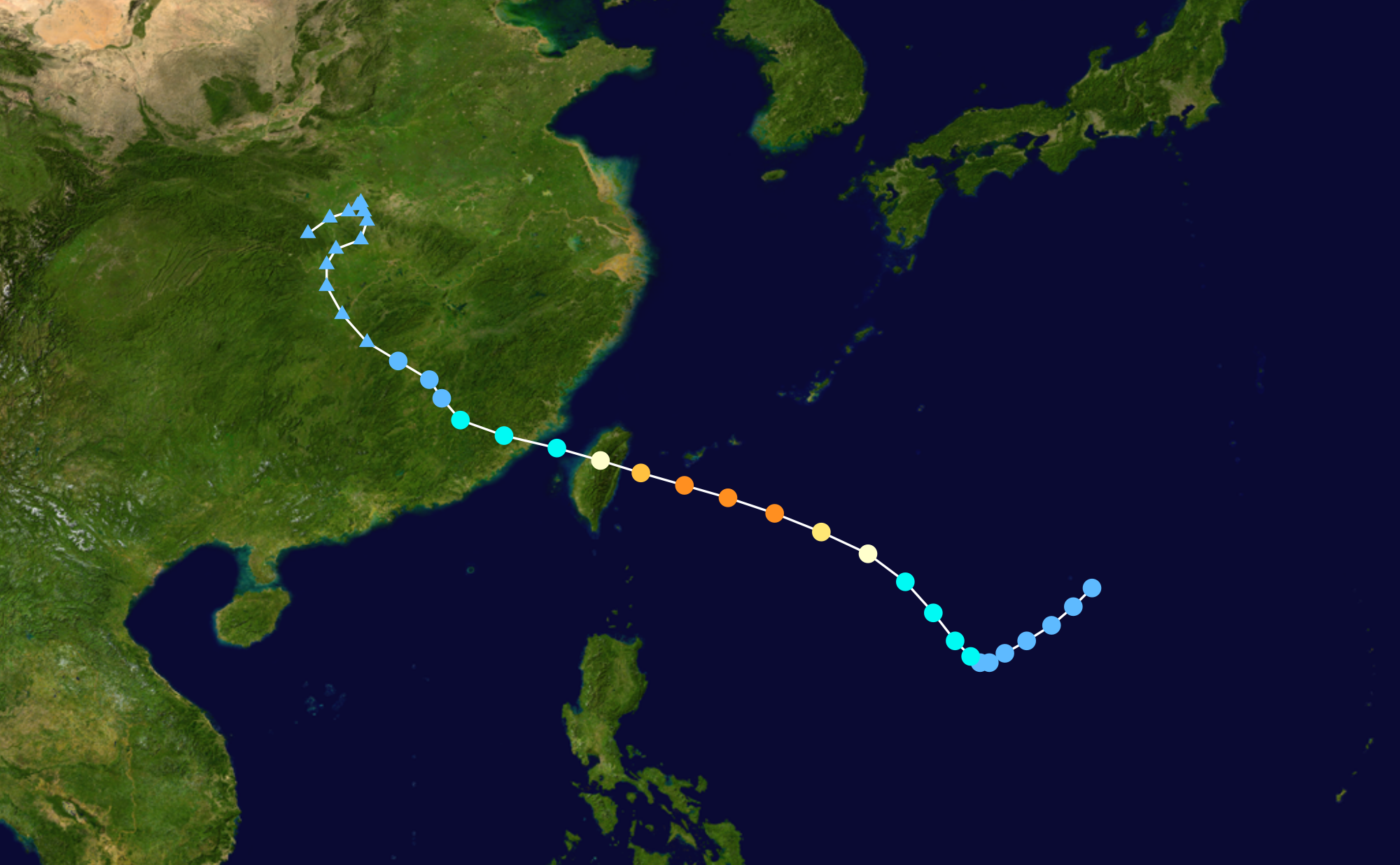
Bahn

Der Taifun Nina, auf den Philippinen Bebeng genannt, war ein tropischer Wirbelsturm, der sich im August 1975 ereignete. In der zentralchinesischen Provinz Henan versagten 62 Staudämme, darunter der Banqiao-Staudamm und der Shimantan-Staudamm am 8. August 1975. Durch die Überschwemmung starben bis zu 85.000 Menschen. Weitere 145.000 kamen durch die Hungersnot und Epidemien, die infolge des Taifuns ausbrachen, ums Leben.
Die Organisation Human Rights Watch machte das Desaster 1995 publik.